# Kalvholmen, Haninge kommun
Kalvholmen är en ö i Stockholms skärgård och ett fritidshusområde norr om Smådalarö i Haninge kommun. Ön var 2010 bebyggd med 69 fritidshus över 27 hektar, vilket inkluderar det mesta av ön. SCB har avgränsat ett fritidshusområde här sedan år 2000, när begreppet introducerades.